# Чернопятов, Виктор Ильич
Виктор Ильич Чернопятов (1857—1935) — русский археограф, генеалог, библиограф

, казначей Историко-родословного общества.

## Биография
Родился 21 июля (2 августа) 1857 года в семье коллежского секретаря, будущего профессора Петровской академии, Ильи Никитича Чернопятова. Местом рождения указывается как Санкт-Петербург, так и имение Кучино Крапивенского уезда Тульской губернии. Учился в петербургской гимназии, затем семья переехала в Москву, где он окончил Московский археологический институт и защитил диссертацию на учёную степень учёного-археографа.
Со 2 ноября 1879 года начал службу — в канцелярии московского генерал-губернатора. В ноябре 1880 года Общим собранием членов комитета «Христианская помощь» российского общества Красного Креста был избран на должность делопроизводителя комитета, на которой находился до 1892 года. С 18 октября 1883 года — чиновник московского Дворянского депутатского собрания; 30 января 1886 года был произведён в губернские секретари, а 27 ноября того же года вышел в отставку.
С 3 марта 1893 года состоял чиновником Тюремного отделения; через год, высочайшим приказом от 17 февраля 1894 года был утверждён в звании директора Московского мужского попечительного о тюрьмах комитета. В этом же году, 20 декабря, был избран в Городскую думу («член московского присутствия по квартирному налогу»), где проработав до 1897 года, когда стал действительным членом Московского общества сельского хозяйства. С 17 июня 1895 года — коллежский секретарь.
В 1900 году в своём имении Кучино в Тульской губернии учредил школу грамотности; внесён в VI часть родословных книг Московской (1876) и Тульской (указ сената № 3893 от 26.11.1879) губерний. В Моршанском уезде Тамбовской губернии за ним числилось село Дельная Дубрава. Имел дома в Москве и Туле. В 1902—1904 годах был земским гласным по Крапивенскому уезду.
В 1902 году стал почётным Дамского попечительства о бедных в Москве. В 1916 году был церковным старостой в селе Пришня Крапивенского уезда.
С 1904 года начал заниматься историко-генеалогическими поисками. В мае 1911 года Московский археологический институт, почётным членом которого он был, командировал его для обследования некрополей Крыма и Кавказа.
В 1920-х годах В. И. Чернопятов состоял членом Общества изучения Московской губернии, Русского библиографического общества и Всероссийского общества филателистов.
Имел библиотеку, которая содержала около 4 тысяч томов, преимущественно по истории, генеалогии и геральдике. В её состав вошли библиотеки его отца И. Н. Чернопятова, около 1200 томов по сельскому хозяйству и брата А. И. Чернопятова, около 1.000 томов преимущественно по беллетристике и изящных искусств. Часть редких книг по истории искусств, владелец передал в дар Московскому археологическому институту. Его архив включал 2396 родословных дворянских фамилий.
Скончался в Москве в 1935 году, 18 декабря (на памятнике — 25 мая). Считалось, что он был похоронен на Владыкинском кладбище Москвы, где и его отец, но в 2025 году его могила была обнаружена на Донском кладбище.

## Награды
- орден Святого Станислава 2-й и 3-й степени
- Орден Святой Анны 2-й и 3-й степени
- черногорский Орден Князя Даниила I 4-й степени[5].

## Семья
Первая супруга: Анна Адриановна Вельтищева, урожд. Владимирова; вторая жена (с 15 апреля 1915) : Ольга Николаевна Хомякова, урожд. Корф 

## Рекомендуемая литература
- Наумов О. Н. В. И. Чернопятов — генеалог и историк русского дворянства. 150-летие со дня рождения // Вестник архивиста. — 2007. — № 3. — ISSN: 2073-0101. — С. 137—162.
- Ф. 1652. — РГАЛИ